# Bertha Putnam
Bertha Haven Putnam (* 1. März 1872 in New York City; † 26. Februar 1960 in South Hadley, Massachusetts) war eine US-amerikanische Mediävistin, die zur Rechtsgeschichte des mittelalterlichen Englands und besonders zum Amt des Friedensrichters forschte.

## Leben
Bertha Putnam wurde 1872 als Tochter des Verlegers George Haven Putnam und der Lehrerin Rebecca K. Putnam in New York City geboren. Beide Eltern stammten aus alteingessenen neuenglischen Familien, die im 17. Jahrhundert aus England her nach Amerika emigriert waren. Bertha besuchte zwei Mädchenschulen in New York City und wurde von ihrer Mutter privat in Altgriechisch unterrichtet. 1893 graduierte sie mit einem Bachelor vom Bryn Mawr College und nahm anschließend eine Stelle als Lateinlehrerin an der privaten Bryn Mawr School für Mädchen in Baltimore an. Nach dem Tod ihrer Mutter kehrte sie 1895 nach New York zurück, wo sie zunächst für ihren Vater die gesellschaftlichen Funktionen einer Ehefrau übernahm, ehe dieser 1899 die Klassizistin Emily James Smith Putnam heiratete. Parallel unterrichtete sie an der privaten Brearley School und setzte ihre Hochschulausbildung an der Columbia University fort.
Putnam hatte mittlerweile ein tiefgreifendes Interesse an der Rechts- und Wirtschaftsgeschichte des mittelalterlichen Englands entwickelt. Ausschlaggebend dafür waren ihre Kontakte mit dem Historiker Charles McLean Andrews in Bryn Mawr und dem Soziologen Franklin H. Giddings an der Columbia University. In ihrer Dissertation  beschäftigte sie sich mit der Umsetzung der Statute of Labourers durch eigens eingesetzte justices of laborers, deren Aufgaben später durch die Friedensrichter (justices of the peace) übernommen wurden. Mit dieser Arbeit wurde sie 1908 an der Columbia University als Historikerin promoviert. Ausgehend davon setzte sich ihre nachfolgende Forschungsarbeit primär mit dem Amt des Friedensrichters auseinander. 1924 beschäftigte sie sich in einer Monografie mit dem gesetzlichen Fundament des justice of the peace sowie Gesetzeshandbücher zur Ausübung dieses Amtes. 1950 erschien ihre Biografie von William de Shareshulls, dem Urheber des Statute of Labourers. Daneben publizierte sie zwei Quelleneditionen zu den justices of the peace.
Parallel arbeitete Putnam als Hochschullehrerin. Kurz nach ihrer Promotion wurde sie Geschichtsdozentin am Mount Holyoke College in South Hadley, Massachusetts, wo sie 1912 assistant professor und 1924 ordentliche Professorin für Geschichte wurde. In Mount Holyoke arbeitete sie eng mit der Historikerin Nellie Neilson zusammen. 1937 wurde sie emeritiert und unterrichtete danach ein Jahr als Gastdozentin am Bryn Mawr College, ehe sie sich weiter ihrer Forschungsarbeit widmete. 1938 erhielt sie als erste Frau ein Forschungsstipendium der Harvard Law School. Bis Ende der 1940er blieb sie aktiv in der Forschung, ehe sie als Folge einer Gürtelrose-Erkrankung schwere Sehprobleme entwickelte. Sie starb 1960 in South Hadley kurz vor ihrem 88. Geburtstag an den Folgen einer Arteriosklerose.

## Ehrungen
- 1940: Haskins Medal der Medieval Academy of America
- 1945: Ehrendoktor (LL.D.) vom Smith College
- 1946: King’s Medal for Service in the Cause of Freedom für ihr Engagement in der British War Relief Society[4]
- 1949: Aufnahme als Fellow in die Medieval Academy of America

## Veröffentlichungen (Auswahl)
Monografien
- The Enforcement of the Statutes of Laborers during the First Decade after the Black Death, 1349–1359 (= Columbia University Studies in History, Economics and Public Law, Band 32.). Longmans, Green & Co., New York 1908 (Digitalisat). Gleichzeitig Dissertation an der Columbia University, 1908.
- Early Treatises on the Practice of the Justices of the Peace in the Fifteenth and Sixteenth Centuries (= Paul Vinogradoff (Hrsg.): Oxford Studies in Social and Legal History, Band 7). Clarendon Press, Oxford 1924.
- The Place in Legal History of Sir William Shareshull, Chief Justice of the King’s Bench, 1350–1361: A Study of Judicial & Administrative Methods in the Reign of Edward III. Cambridge University Press, Cambridge 1950.

Herausgeberschaften
- Kent Keepers of the Peace, 1316–1317 (= Kent Archaeological Society, Records Branch (Hrsg.): Kent Records, Band 13). Headley, Ashford 1933.
- Yorkshire Sessions of the Peace, 1361–1364 (= The Yorkshire Archaeological Society: Record Series, Band 100). West Yorkshire Printing, Wakefield 1939 (Digitalisat).